# Nissim Zvili
Nissim Zvili (prononcer Zuili), né le 31 janvier 1942 à Mahdia en Tunisie, est un homme politique israélien. Il a été député à la Knesset de 1992 à 1999, ainsi qu'ambassadeur d'Israël en France de 2002 à 2006.

## Biographie
Né en Tunisie en 1942, Nissim Zvili émigre en Israël en 1956. Diplômé d'une école d'agriculture, il effectue son service militaire dans l'armée avant d'étudier la science politique à l'université Bar-Ilan et l'administration publique à Oxford et Cambridge.
En 1980, il rejoint le Parti travailliste dont il sera le secrétaire général de 1992 à 1998. Député à la Knesset à l'issue des élections de 1992, il est réélu quatre ans plus tard. En 1999, il se brouille avec Ehud Barak et quitte les travaillistes pour fonder le Parti du centre avec Dan Meridor et Roni Milo.
De 2002 à 2006, il occupe le poste d'ambassadeur d'Israël en France.